# Atherigona crassibifurca
Atherigona crassibifurca är en tvåvingeart som beskrevs av Fan och Liu 1982. Atherigona crassibifurca ingår i släktet Atherigona och familjen husflugor. Inga underarter finns listade i Catalogue of Life.